# ФК Моравица Суботинац
ФК Моравица је фудбалски клуб из Суботинца у општини Алексинац, Србија и тренутно се такмичи у Нишавској окружној лиги у фудбалу, петом такмичарском нивоу српског фудбала. Боја опреме плаво бела.